# 1923 en sport automobile
Chronologie du Sport automobile
1922 en sport automobile - 1923 en sport automobile - 1924 en sport automobile
Les faits marquants de l'année 1923 en Sport automobile

## Par mois

### Avril
- 15 avril : Targa Florio.

### Mai
- 26 mai : départ de la première édition des 24 Heures du Mans.
- 27 mai : première édition des 24 heures du Mans : Chenard et Walcker gagne les 24H avec les pilotes André Lagache et René Léonard.
- 30 mai : les 500 miles d'Indianapolis se court pour la première fois en mode "formule". Le pilote américain Tommy Milton s'impose sur une Miller.

### Juillet
- 2 juillet : dixième édition du Grand Prix de France à Tours. Le pilote britannique Henry Segrave s'impose sur une Sunbeam. Les Sunbean prennent aussi les 2e et 4e places, 3e Bugatti. Participation de Voisin, Rolland-Pilain, FIAT, Delage. 1ère présence d'un camion sono des établissements Gaumont

### Septembre
- 9 septembre : troisième édition du Grand Prix d'Italie à Monza. Le pilote italien Carlo Salamano s'impose sur une Fiat.

### Octobre
- 28 octobre : Grand Prix automobile d'Espagne.

## Naissances
- 7 janvier : Jean Lucienbonnet, coureur automobile français, († 19 août 1962).
- 11 janvier : Carroll Shelby, pilote automobile américain et créateur de Shelby Motors. († 10 mai 2012).
- 10 février : Theo Fitzau, pilote automobile allemand de Formule 2 et Formule 1. († 18 mars 1982).
- 19 février : Giulio Cabianca, pilote automobile italien. († 15 juin 1961).
- 15 avril : Ernesto Prinoth, pilote automobile italien et le fondateur de l'entreprise Prinoth AG, († 26 novembre 1981).
- 5 juin : Jorge Daponte, pilote automobile argentin, († 9 mars 1963).
- 6 juin : Ivor Bueb, pilote de course automobile anglais qui remporte à deux reprises les 24 Heures du Mans. († 1er août 1959).
- 29 novembre : Chuck Daigh, pilote automobile américain. († 29 avril 2008).
- 19 décembre : Onofre Marimón, pilote automobile argentin de Formule 1, († 31 juillet 1954).

## Décès
- 4 septembre : Howard Samuel Wilcox, pilote automobile américain, (° 24 juin 1889).
- 26 décembre : Lucien Hautvast, pilote automobile belge. (° 8 décembre 1865).